# جيمس براون (سياسي أمريكي)
جيمس براون (بالإنجليزية: James Brown)‏ هو محامي وسياسي أمريكي، ولد في 1 نوفمبر 1682 في نوروولك في الولايات المتحدة، وتوفي في 1769. انتخب عضو مجلس نواب كونيتيكت (1 أكتوبر 1720 – 1 مايو 1721).